# Jean Godin
Jean Godin des Odonais (Odonais war der Geburtsname seiner Mutter) (* 5. Juli 1713 in Saint-Amand-Montrond; † 1. März 1792 ebenda) war ein französischer Naturforscher und Kartograf.

## Leben
Er nahm ab dem Jahre 1735 an der Expedition der französischen Akademie der Wissenschaften in das Vizekönigreich Peru zur Messung der Gestalt der Erde teil. Er heiratete 1741 Isabel Gramesón in Quito und verließ 1749 Riobamba (heute Ecuador), um über Französisch-Guayana nach Frankreich zurückzukehren. Isabel folgte ihm viele Jahre später und traf ihn nach abenteuerlicher Reise durch das Amazonas-Gebiet nach mehr als zwanzig Jahren wieder. Gemeinsam reisten sie nach Frankreich, wo sie ihren Lebensabend verbrachten.
Am 9. April 2009 wurde der Asteroid (13115) Jeangodin nach ihm benannt.